# Imperial Bank of Persia

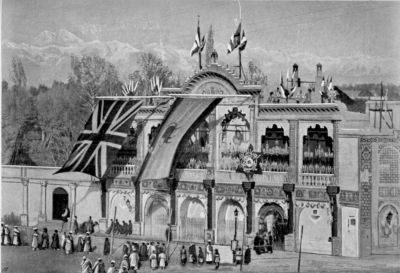
Imperial Bank of Persia, Teheran, 1902

La Imperial Bank of Persia ou « Banque impériale de Perse » (persan : بانک شاهنشاهی ایران) était une banque britannique qui a fonctionné comme banque d'État et banque d'émission de monnaie en Iran (anciennement connue sous le nom de Perse jusqu'en 1935) entre 1889 et 1929. Elle a été créée en 1885 avec une concession de le gouvernement perse au baron Julius De Reuter (né Israel Beer Josaphat), un banquier et homme d'affaires germano-juif qui devint plus tard chrétien et sujet britannique.
La banque a été la première banque moderne en Iran et a introduit des idées bancaires européennes dans un pays où elles étaient auparavant inconnues. Le centre juridique de la banque était à Londres et bien qu'elle soit soumise au droit britannique, ses activités étaient basées à Téhéran. Elle était également présente dans d'autres pays du Moyen-Orient. Plus tard, elle a été nommée British Bank of the Middle East (BBME) et s'appelle désormais HSBC Bank Middle East Limited. Après la révolution iranienne de 1979, toutes les activités iraniennes de cette banque ont été transférées à la banque Tejarat.
Son rôle dans l'économie perse est controversé, certains auteurs l'identifiant plus comme au service de l'impérialisme britannique plutôt que de l'économie ou des élites perse.

## Histoire

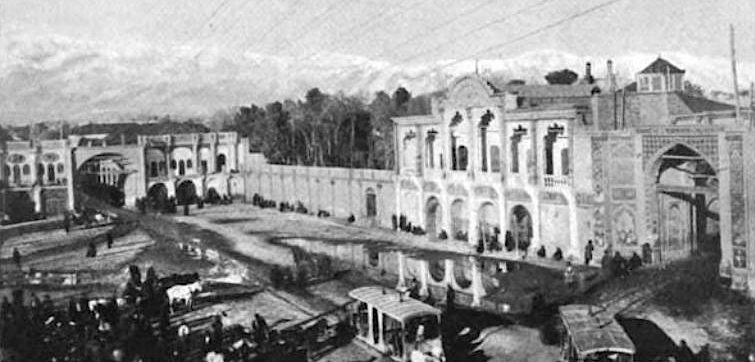
Le siège de l'Imperial Bank of Persia (à droite), Téhéran, 1910.

L'Iran au début du XIXe siècle a été décrite par des voyageurs occidentaux comme « l'un des pays les plus arriérés du monde ». Comme l'usure était interdite en Islam, les prêteurs d'argent traditionnels en Iran étaient les sarafs juifs, qui ont continué la finance après l'arrivée de la Banque impériale en raison d'une plus grande flexibilité des prêts et des liens culturels. À l'époque, la seule forme d'argent en circulation était les pièces d'or et d'argent. Des formes de monnaies scripturales circulent toutefois dès avant 1800, appelées bījak et eskenās (« billets »), sur le modèle des assignats français et russes.
En 1872, Reuter obtient une concession qui lui accorde des droits exclusifs sur pratiquement toutes les ressources du pays de Perse (chemins de fer, tramway, mines, barrages, forêts...). Alors que l'objectif réel de Reuter était de développer le chemin de fer en Perse, cette concession lui accorde le monopole des services bancaires pendant soixante ans. Signée directement avec Nassereddine Shah sans l'accord du gouvernement britannique, la concession alarme les gouvernements britannique et russe lors de son officialisation. Elle est perçue comme injuste et trop étendue par la population locale, qui proteste devant le fait que le Shah avait accorde de si grandes ressources du pays à un étranger. De leurs côtés, les Russes voient d'un mauvais œil l'emprise britannique rentrer en conflit avec leurs intérêts en Perse. Sous la pression, en 1873, le Shah annule la concession, invoquant le fait que Reuter n'avait pas initié le projet ferroviaire dans les 15 mois.
En conséquence, Londres, qui ne soutient pas Reuter, obtient en compensation, en 1889, des droits bancaires et miniers exclusifs pendant soixante ans. Bien que le périmètre de cette nouvelle concession ne soit pas aussi étendu, elle accorde à Londres un contrôle essentiel sur les opérations bancaires et minières perses, avec le soutien énergique du ministre britannique, Henry Drummond Wolff (en).
L'Imperial Bank of Persia est finalement créée en 1889 sur la base de la concession de 1872, et le gouvernement perse en fait la banque d'État, avec le droit exclusif d'émettre des billets et le statut d'exonération fiscale pendant soixante années. L'Imperial Bank est par la suite introduite en bourse à Londres.
Entre 1889 et 1928, la banque fonctionne en tant que banque d'État et banque d'émission de la monnnaie en Perse et détient un quasi-monopole sur les opérations bancaires dans le pays. Sir William Keswick était son président. Malgré le monopole, la direction de la banque était incompétente, selon Geoffrey Jones, et la banque a du mal à être rentable. Cependant, Jones note également que les banques britanniques au cours de cette période sont autorisées à dissimuler leurs bénéfices en effectuant des virements vers ou depuis des réserves "secrètes" avant de publier leurs comptes. Les bénéfices réels de la Banque impériale sont en moyenne deux fois plus élevés que les bénéfices publiés entre 1890 et 1952.

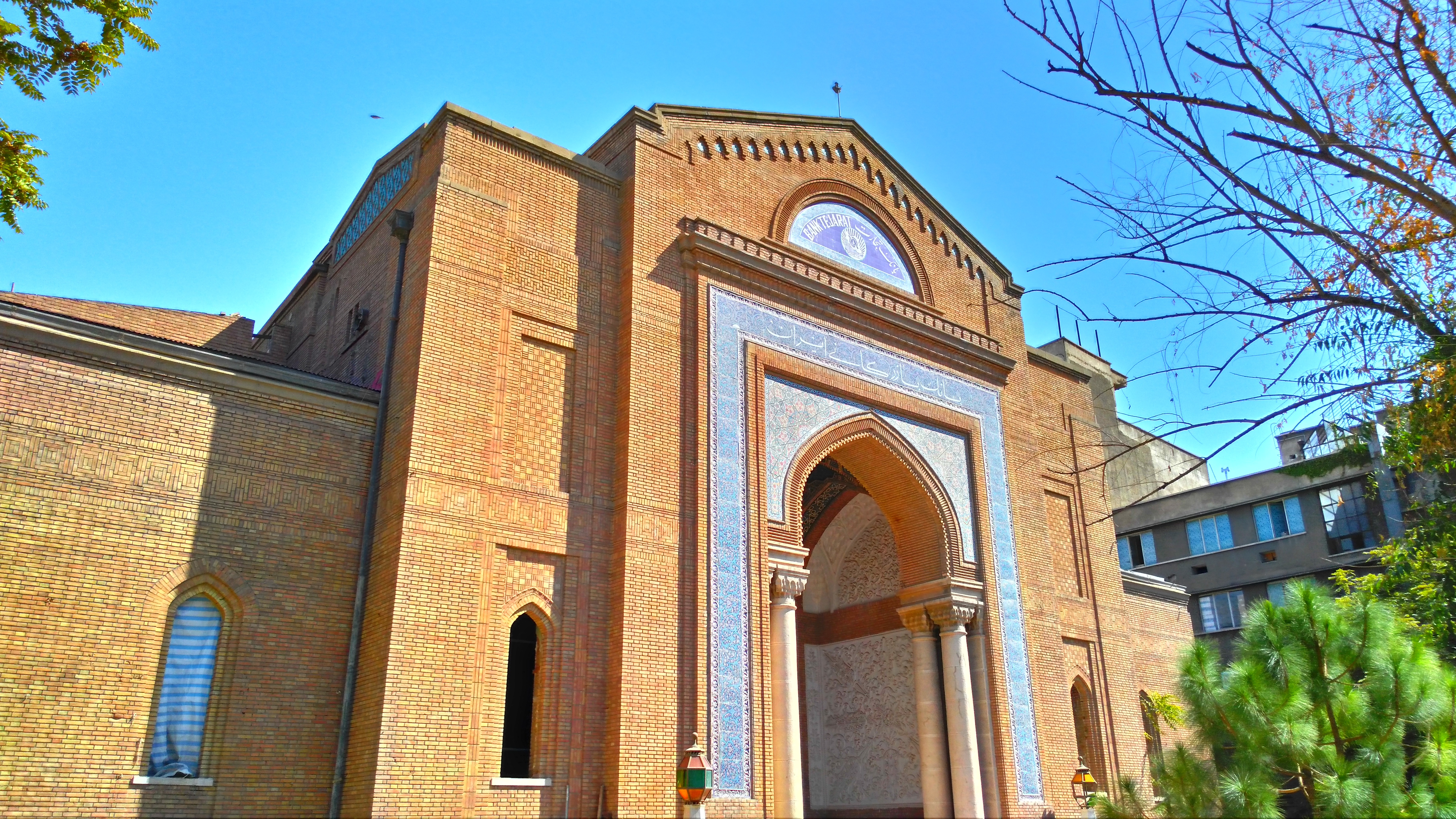
Bâtiment principal de l'Imperial Bank of Persia, utilisé actuellement par la Banque Tejarat

La banque contribue à l'économie iranienne en mobilisant l'épargne intérieure, mais beaucoup doutent de l'utilisation réelle de ces économies, la Banque faisant souvent preuve de discrimination contre les Perses dans l'attribution des crédits. En 1927, 80 % des prêts accordés à Bouchehr, Chiraz et Ispahan financent les exportations iraniennes d'opium, tandis que la plupart des prêts dans les villes du nord concernent le commerce avec la Russie. La Banque impériale n'emploie pas de locaux en tant que cadres, au contraire de la Banque impériale ottomane, qui était sous propriété mixte britannique, française et turque.
La banque joue un rôle déterminant dans l'octroi de prêts britanniques au Shah entre 1892 et 1911. Ces prêts sont garantis en utilisant les pêcheries caspiennes et les droits de douane des ports du golfe Persique, ce qui alarme les nationalistes perses.
En 1928, la banque comptait 24 succursales dans toutes les grandes villes iraniennes. Entre 1928 et 1952, la Banque impériale fait l'objet de critiques et d'attaques de la part des gouvernements nationalistes iraniens. La Banque Melli, une banque centrale sous contrôle iranien, est créée en 1928. En 1933, l'Imperial Bank est contrainte de renoncer à ses pouvoirs d'émission de billets au profit de la Bank Melli Iran. Dans les années 1930, le contrôle des changes et les accords d'échange nuisent fortement aux activités de la Banque impériale en matière de financement du commerce extérieur. La Banque impériale commence à perdre rapidement des parts de marché au profit de la Banque Melli et, en 1939, elle ne détient que 9 % des dépôts bancaires iraniens. Dans les années 1930, la banque aura vendu la moitié de ses succursales.
À la fin des années 1940, la banque ouvre des établissements dans les États du golfe Persique et a été la première banque au Koweït, à Dubaï et à Oman. En 1952, elle abandonne le marché iranien et est rebaptisée British Bank of the Middle East. En 1959, la Banque britannique du Moyen-Orient est acquise par Hongkong Bank dans le cadre d'une prise de contrôle amicale et fait désormais partie de sa filiale HSBC Bank Middle East.